# Душкевич, Александр Александрович
Александр Александрович Душкевич (1853—1918) — русский военачальник, генерал от инфантерии.

## Биография
- Окончил Саратовскую классическую гимназию.
- Окончил Тифлисское пехотное юнкерское училище.
- Окончил Офицерскую стрелковую школу («успешно»).
- 28 ноября 1875 — выпущен из военного училища прапорщиком в 161-й пехотный Александропольский полк.
- 1877—1878 — Участвовал в русско-турецкой войне 1877—1878 гг. в составе 161-го пехотного Александропольского полка.
- 15 июня 1877 — Подпоручик.
- 27 января 1880 — Поручик.
- 14 ноября 1882 — Штабс-капитан.
- 2 июня 1885 — Капитан.
- 3 января 1902 — Командир 9-го Тобольского резервного батальона.
- 1 января 1891 — Подполковник.
- 17 октября 1901 — Полковник.
- 31 января 1904 — Командир 9-го Тобольского Сибирского пехотного полка.
- 1904—1905 — Участвовал в русско-японской войне, принял участие почти во всех сражениях и был трижды ранен — в голову, руку и грудь.
- 1904 — Принимал участие в сражении при Вафангоу, за который был награждён орденом св. Владимира 3-й степени с мечами.
- 29 марта 1905 — Награждён Золотым оружием с надписью «За храбрость»[1] (за сражение при Дашичао, в котором был ранен пулей в грудь навылет.).
- 30 июля 1905 — В чине генерал-майора награждён орденом Святого Георгия IV степени (за сражения при Ляояне, Шахе и Мукден).
- 24 августа 1905 — Врем. командующий 1-й бригадой 3-й Сибирской пехотной дивизии.
- 20 декабря 1905 — Помощник коменданта Петербургской крепости.
- 1908 — Начальник 1-й Туркестанской стрелковой бригады.
- 21 июля 1910 — Генерал-лейтенант. Начальник 7-й Сибирской стрелковой дивизии.
- 30 июля 1912 — Начальник 22-й пехотной дивизии.
- Август 1914 — Во главе дивизии участвовал в Восточно-Прусской операции в составе 2-й армии генерала А. В. Самсонова.
- 14 августа 1914 — Во время боя под Сольдау сменил генерала Л. К. Артамонова на посту начальника I армейского корпуса. Его корпус вёл тяжелые бои в районе Сольдау, у Лодзи, на Нарочи и Стоходе.
- 1 октября 1914 — Самовольно подчинил себе остатки II Сибирского корпуса в связи с дезертирством начальника корпуса генерал-лейтенанта А. В. Сычевского.
- 26 февраля 1915 — Награждён орденом Белого орла с мечами.
- Август-сентябрь 1915 — Во главе корпуса (со 2 сентября Гродненской группы в составе Сводного и Армейского корпусов) участвовал в обороне Гродно.
- 27 сентября 1915 — Генерал от инфантерии.
- 13 апреля 1916 — Зачислен в резерв чинов при штабе Петроградского военного округа.
- 14 февраля 1917 — Зачислен в резерв чинов Двинского военного округа.

… Душкевич был очень доблестный человек, честный, прямой, довольно резкий в обращении и достаточно толковый в области тактического использования войск; будучи уже старым человеком и страдая от полученного в Маньчжурии пулевого ранения в грудь, он не очень легко переносил тяготы походной жизни и прежде всего нуждался в отдыхе не только в течение всей ночи, но и днем. На первых порах это создавало для меня большие затруднения, ибо обычно все распоряжения из армии получались поздно и часто ночи напролет проходили в интенсивной работе по управлению корпусом; но уже через несколько дней Душкевич заявил мне, чтобы я не беспокоился получать своевременно его санкции, что он мне верит и что я могу его именем распоряжаться сам. С точки зрения нормального управления войсками это было вопиющим, хотя и довольно распространенным у нас в армии безобразием, но для меня такой порядок был очень удобен; кроме того это чрезвычайно экономило время.— генерал-майор Новицкий Ф.Ф., в августе 1914 начальник штаба I АК
Его сын — Александр Александрович (1880—1938) — русский и советский офицер.

## Награды
- орден Св. Станислава 3-й степени с мечами и бантом (1878);
- орден Св. Анны 3-й степени (1888);
- орден Св. Владимира 3-й степени с мечами (1904);
- Золотое оружие (ВП 29.03.1905);
- орден Св. Георгия 4-й степени (ВП 30.07.1905);
- орден Св. Станислава 1-й степени (1907);
- орден Св. Анны 1-й степени (1912);
- орден Св. Владимира 2-й степени с мечами (доп. к ВП 25.10.1914);
- орден Белого Орла с мечами (ВП 26.02.1915);
- орден Св. Александра Невского с мечами (02.11.1915).